# ズッパ・イングレーゼ

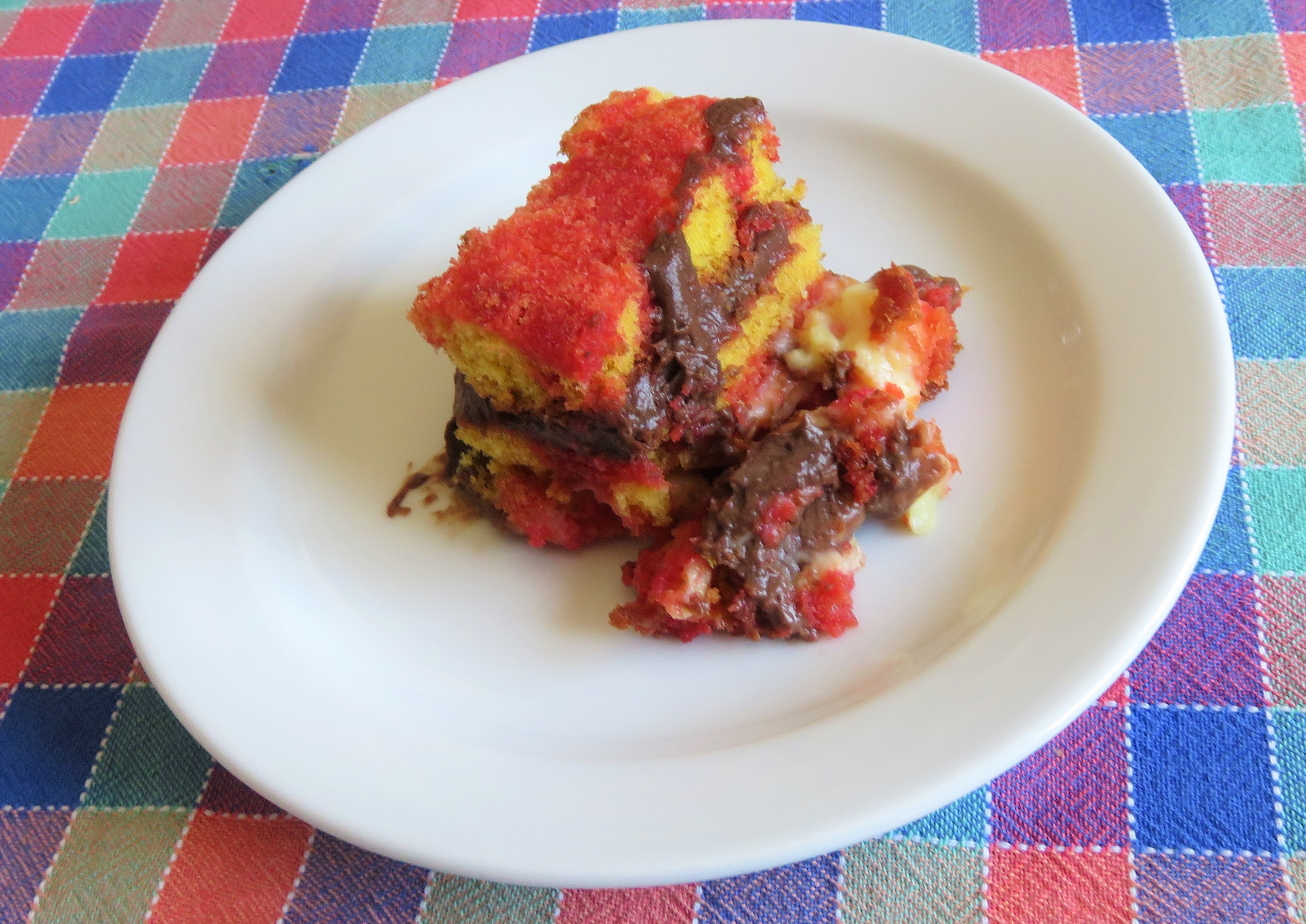
ズッパ・イングレーゼの例

ズッパ・イングレーゼ、ズッパイングレーゼ（イタリア語: zuppa inglese）はイタリアの菓子。スプーンドルチェに分類される菓子である

## 概要
スポンジケーキにたっぷりとシロップを染み込ませた菓子である。
名称を日本語に直訳すると「イギリス風（イングレーゼ）」の「スープ（ズッパ）」となるが、ここで言う「ズッパ」はゴート語に由来して｢液体に浸したパンの薄切り｣を意味する。「スポンジをアルケルメスに浸し、クリームのようなものを挟んだ菓子」をイギリス人がとても好んだことからの命名。

## 材料と作り方
アルケルメスと呼ばれるイタリアの緋色のリキュールをたっぷり吸わせたスポンジケーキとカスタードを重ねるのが基本的である。
スポンジケーキの替わりにフィンガービスケットを用いることもある。また、日本ではアルケルメスの入手が困難であることから、キルシュヴァッサーなどにグレナデン・シロップを混ぜるなどして代用されることもある。
子供向けには酒をジュースなどに置き換える必要がある。

## ティラミスとの関係
ティラミスはズッパ・イングレーゼをアレンジして考案された菓子とされる。
使用される材料は異なるが、生地とクリームを層にしながら重ねていくという作り方は同じである。
また、メディチ家が来客をもてなすために作らせたという菓子・「ズッパ・デル・ドゥーカ（zuppa del duca）」があり、こちらもティラミスの原型と言われる。